# Wolfgang Auhagen
Wolfgang Auhagen (* 1953 in Hamburg) ist ein deutscher Musikwissenschaftler. 

## Leben
Wolfgang Auhagen studierte von 1973 bis 1982 Musikwissenschaft, Kunstgeschichte und Philosophie an der Georg-August-Universität Göttingen. Dort wurde er mit der Dissertation Studien zur Tonartencharakteristik in theoretischen Schriften und Kompositionen vom späten 17. bis zum Beginn des 20. Jahrhunderts promoviert und 1992 mit einer Arbeit zum Thema Experimentelle Untersuchungen zur auditiven Tonalitätsbestimmung in Melodien habilitiert. Er lehrt an der Martin-Luther-Universität Halle-Wittenberg. Auhagen ist seit 2005 auswärtiges Mitglied der Akademie gemeinnütziger Wissenschaften zu Erfurt. 
Von 2006 bis 2010 war er Prodekan der Philosophischen Fakultät II der Martin-Luther-Universität Halle-Wittenberg und von 2009 bis 2017 der Präsident der Gesellschaft für Musikforschung.

## Veröffentlichungen (Auswahl)
- Experimentelle Untersuchungen zur auditiven Tonalitätsbestimmung in Melodien (= Kölner Beiträge zur Musikforschung. 180, 1–2). 2 Bände. Bosse, Regensburg 1994, ISBN 3-7649-2505-1.
- als Herausgeber mit Christoph Reuter: Musikalische Akustik (= Kompendien Musik. 16), Laaber-Verlag, Laaber 2014, ISBN 978-3-89007-736-9.